# Língua jatapu
Os falantes de ‘’’Jatapu’’’ ou ‘’’Kuvi’’’, uma das Línguas dravidianas, formam umas das maiores tribos registradas no estado indiano de Orissa principalmente nos Distritos de Srikalulam e Vizianagaram e ainda em Koraput e Ganjam. Fala-se a língua também em Andhra Pradesh.

## Falantes
Os “Jatapu’’ são parte do grupo Khonda, que fala a língua Khonda nas colinas e Telugu nas planícies. Falavam um dialeto de nome 'Kuvi' conforme o Censo de 1911 de Madras. Khonda é um sinônimo Jatapu.
Para os que falam Kuvi ou Jatapu são usadas diversas denominações como Jatapu, Jatapu Dora, Khonda, Samanthulu, Korings, Kodulu. Os Jatapu são a 6ª maior de Andhra Pradesh com população de 18.613 (Censo 2001). Eram originalmente parte do antigo reino de Jeypur, que, por evidências históricas, estava sob o domínio do Nawab de Bedar no século XIII.

## Escrita
O índice de alfabetização entre os Jatapu é baixíssimo,pois eles consideram que as crianças devem desde cedo realizar atividades rentáveis em lugar de ir a escola. Uma escrita própria para a língua foi desenvolvida pela Professora S. Prasanna Sree da Andhra University, Visakhapatnam, Andhra Pradesh, India. Prasanna Sree desenvolveu escritas com base em escritas indus já existentes para certos sons comuns a outras línguas locais, porém com diferentes conjuntos de caracteres para cada uma das línguas relacionadas, tais como Bagatha, Gadaba, Kolam, Konda-dora, Porja,Koya, Kupia.
- São 13 sons vogais com símbolos para vogais que, conforme a simbologia, podem ser isoladas (no início da sílaba) ou conjuntas: a aa e ee u uu ae aaae i o oo ou aum auh
- e 21 sons consoantes que podem ser curtos ou longos (símbolos diferenciados): ka gha gna cha já ta da tha dha na pa bha ma ya ra la va as ha

## Nota
1. ↑   Dr Prasanna Sree